# Lycée des Arts et Métiers
Das Lycée des Arts et Métiers (kurz: LAM, oder auch Handwerkerschule genannt) ist eine 1896 gegründete Schule in Limpertsberg (Stadtteil von Luxemburg). 
Sie wurde auf Initiative von Paul Eyschen durch ein Gesetz am 14. März 1896 gegründet. 1909 begann der Bau des Schulgebäudes nach Plänen des Malers und Architekten Sosthène Weis, welches 1911 eröffnet wurde. 
Ziel war es, den angehenden Handwerkern neben ihrer Berufsausbildung allgemeine Kenntnisse zu vermitteln.  
Das Lycée des Arts et Métiers ist das älteste technische Gymnasium Luxemburgs.
Gegründet als Handwierkerschoul bzw. Lycée Technique des Arts et Métiers wird sie seit 2015 Lycée des Arts et Métiers genannt.

## Weblinks

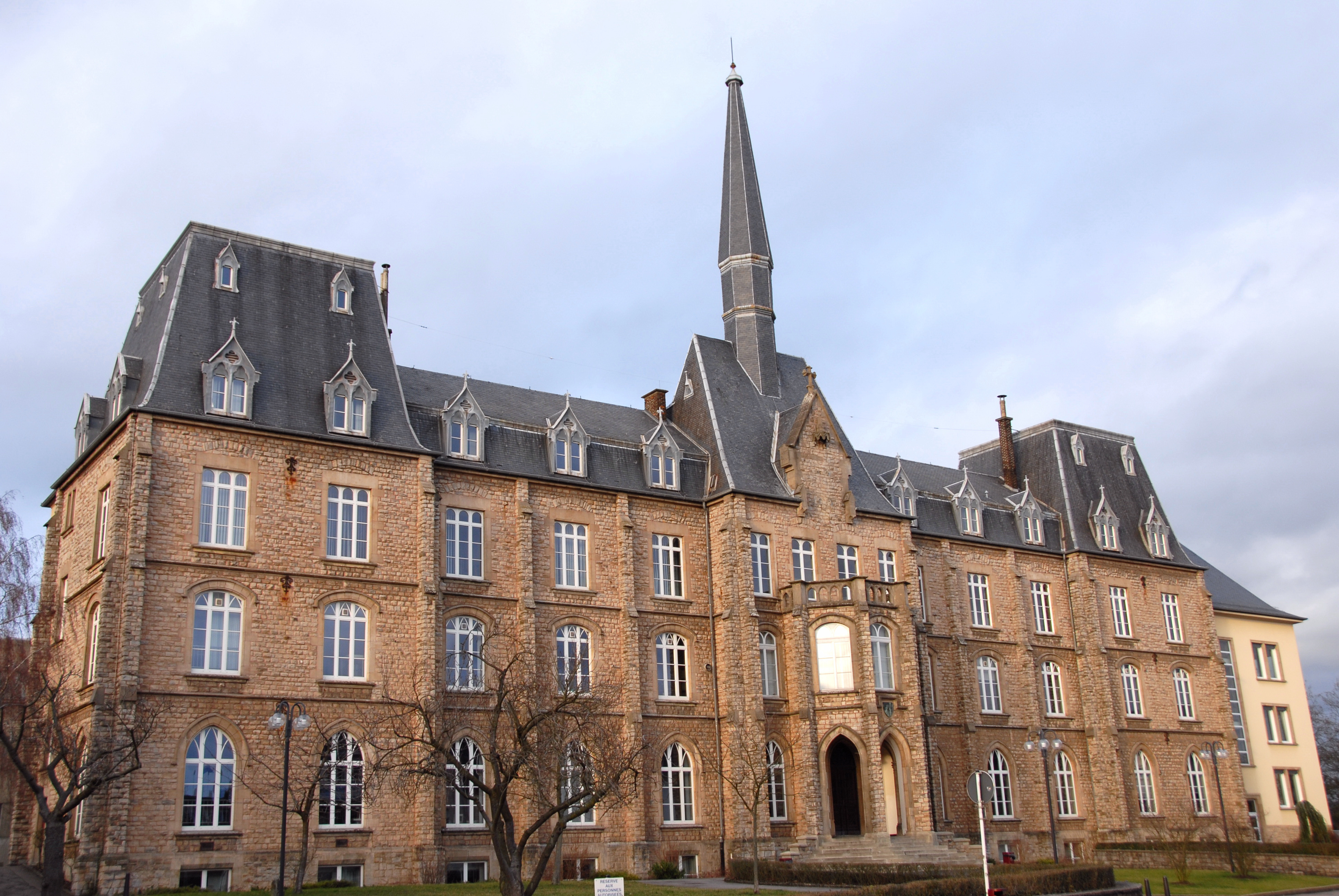
Lycée Technique des Arts et Métiers am Limpertsberg (2008)